# Marcus Folius Flaccinator
Marcus Folius Flaccinator (v.350 / v.300 av. J.-C.) est un homme politique romain du IVe siècle av. J.-C.
Il est maître de cavalerie vers 320 av. J.-C.
Il est élu consul de Rome en 318 av. J.-C. avec comme collègue Lucius Plautius Venno. Les Samnites négocièrent avec lui une trêve de deux ans qui fut appliquée.
Sa réputation était terrible et le précédait partout. Il fut victime d'un procès en 314 av. J.-C., après avoir été de nouveau maître de cavalerie, qu'il gagne cependant.